# Óscar Romero
Óscar Arnulfo Romero y Goldámez (Ciudad Barrios, 15 augustus 1917 – San Salvador, 24 maart 1980) was een sociaal bewogen rooms-katholiek aartsbisschop van San Salvador. Hij werd op 24 maart 1980 tijdens het vieren van de Eucharistie uit politieke motieven doodgeschoten. Op 14 oktober 2018 werd hij door paus Franciscus heilig verklaard.

## Jeugd
Hij was de tweede van acht kinderen. Het gezin kon het hoofd net boven water houden. Romero heeft dus als kind de armoede aan den lijve ervaren.

## Priesterroeping en wijding
Op 13-jarige leeftijd voelde Óscar Romero zich al sterk geroepen om priester te worden. Hij volgde een priesteropleiding aan het seminarie van San Miguel en aan de Pauselijke universiteit Gregoriana in Rome. In 1942 werd hij tot priester gewijd.

## Opus Dei
Romero kende Jozefmaria Escrivá, de stichter van het Opus Dei goed en waardeerde zijn spiritualiteit van heiliging van en in het leven van alledag. Tot op de dag van diens dood onderhield hij betrekkingen met hem. Hij vroeg paus Paulus VI Escriva († 1975) heilig te verklaren.

## Bisschop en aartsbisschop
In 1944 werd Romero secretaris van het bisdom van San Miguel. Hij werd bekend door zijn krachtige preken. In 1970 werd hij hulpbisschop van San Salvador. Hij werd toen gezien als conservatief. Als bisschoppelijk motto koos hij Sentire cum Ecclesia (meedenken of meevoelen met de kerk). In 1974 werd hij bisschop van Santiago de Maria. Hij verwierf faam als een sociaal bewogen, en vredelievend mens die zich (charitatief) inzette voor de armen. Hij kon/wilde aanvankelijk de verhalen van zijn priesters e.a. over uitbuiting en verdwijningen van o.a. boeren die daartegen hadden geprotesteerd, niet geloven. In februari 1977 volgde zijn benoeming tot aartsbisschop van San Salvador. De machthebbers meenden in hem een kritiekloos medestander te hebben.

## Kritiek op de dictatuur in El Salvador
In 1977 ontpopte Romero zich als een criticus die geen blad voor de mond nam over armoede, onderdrukking en machtsmisbruik. Als aartsbisschop begon hij openlijk vragen te stellen aan de rechtse dictatoriale regering in El Salvador nadat in maart 1977 een met hem bevriende priester Rutilio Grande SJ was vermoord. Doodseskaders trokken door het hele land en vermoordden vele onschuldige mensen. Romero verklaarde dat de regering bestond uit gewelddadige personen en mensen die de mensenrechten schonden. De kerk documenteerde intussen de vervolgingen en de schendingen van de mensenrechten in San Salvador. Romero bezocht paus Paulus VI om uiting te geven aan zijn bezorgdheid voor zijn volk. Beiden zouden overigens in 2018 tijdens dezelfde eucharistieviering door Paus Franciscus worden heilig verklaard.
Vanwege zijn uitspraken en zijn inzet voor de armen verwierf hij een enorme populariteit onder de bevolking. Romero verhief steeds zijn stem tegen de regering en de doodseskaders. Maar ook schending van mensenrechten van de andere kant veroordeelde hij. De door hem geleide kerkdiensten in de kathedraal van San Salvador zaten bomvol. Zijn keuze in 1977 om het bisschoppelijk paleis te verlaten en te gaan wonen in een ziekenhuis voor de armen maakte grote indruk. Hij weigerde nog deel te nemen aan publieke bijeenkomsten met de machthebbers zolang de mensenrechtenschendingen doorgingen.
Tezamen met bisschop Arturo Rivera y Damas schreef Romero in augustus 1978 een herderlijk schrijven waarin zij een theologie neerschreven, die later wel bevrijdingstheologie genoemd werd. Kan Romero bevrijdingstheoloog genoemd worden? Met de revolutionaire en marxistische bevrijdingstheologie had hij weinig op. Romero vond immers dat de kerk geen partijpolitieke beweging was, maar een gemeenschap die vanuit het Evangelie moest wijzen op sociale misstanden en uitbuiting (door het kapitalistisch systeem, door dictators enz.) en daar stelling tegen moest nemen, ongeacht of de onderdrukkers rechts, fascistisch, links, of marxistisch waren. Het woord dat zo velen dwars zit, het woord bevrijding komt direkt voort uit de verlossing van Christus. Bevrijding wil zeggen dat mensen verlost worden en niet alleen over de dood heen... Bevrijding wil zeggen dat mensen elkaar niet uitbuiten hier op aarde...het willen verlossen van de mens van zoveel slavernij. (Uit een preek gehouden op 25 november 1977) Hij veroordeelde gedrag, riep tot bekering op en stond altijd open voor dialoog.
In mei 1979 bezocht hij paus Johannes Paulus II in het Vaticaan en overhandigde hem dossiers met de bevindingen over de schendingen van de mensenrechten. De moord op priesters nam toe, zeker op die priesters die Romero steunden. Tegenstanders vielen hem aan dat hij met de revolutionairen onder één hoedje speelde, wat hij ontkende.
In het buitenland nam de bewondering voor Oscar Romero toe, ook in België en Nederland. Hij kreeg veel aandacht in het internationale nieuws en kreeg de reputatie van 's wereld "meest gefilmde bisschop", zoals eerder Dom Helder Camara. Op 2 februari 1980 ontving hij een eredoctoraat van de KU Leuven.

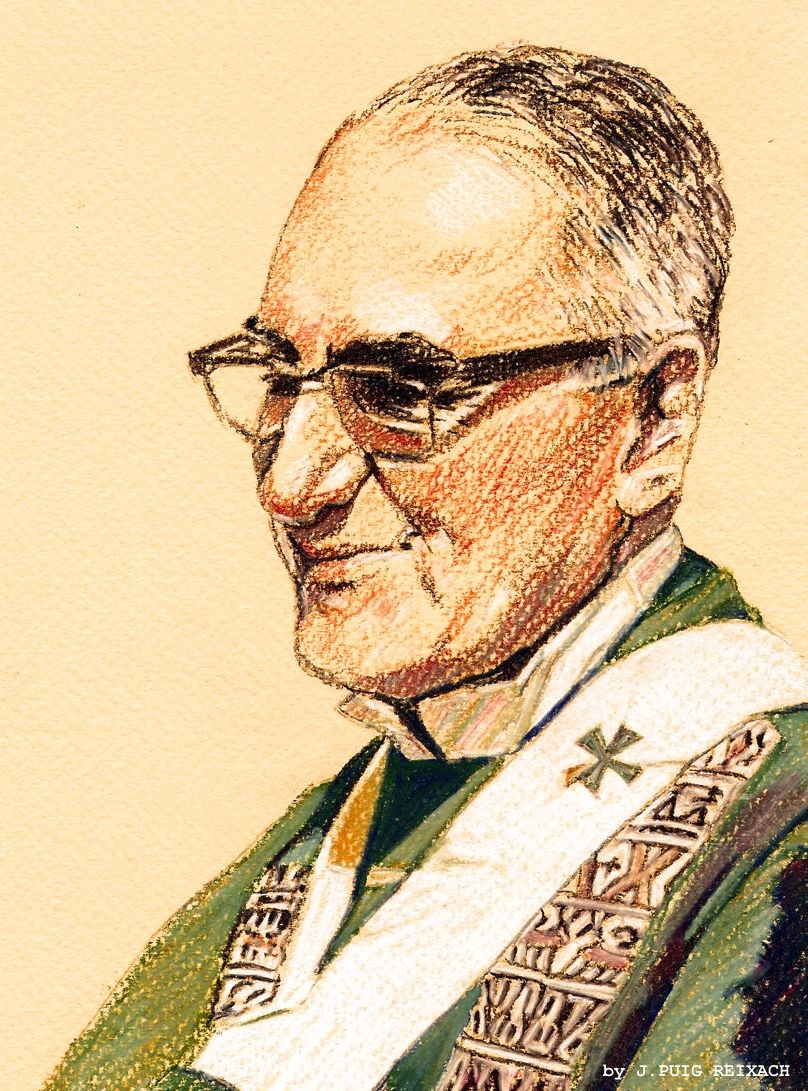
Monseñor Óscar Romero

## Weigert junta te steunen
In het voorjaar van 1980 werd Romero door de minister van Defensie, José Guillermo García, benaderd met de vraag de junta te steunen die na de militaire coup was geïnstalleerd. Hij zei direct dat hij een zo'n repressief gezelschap niet kon steunen. García was getraind in de zogenaamde School of the Americas van het Amerikaanse leger (in Fort Benning). Hij was later ook verantwoordelijk voor de moord op vier vrouwelijke Amerikaanse religieuzen op 2 december 1980 en het Bloedbad van El Mozote op 11 december 1981; waar een kleine 1000 burgers, vooral vrouwen en kinderen, werden gedood. Ook de regering Carter oefende druk op hem uit (zelfs middels een beroep op het Vaticaan) om de junta te steunen. Romero hield voet bij stuk. Hij schreef zelfs een brief aan Carter, waarin hij deze dringend verzocht te stoppen met alle vormen van hulp (inclusief wapenleveranties) aan de junta. Op 17 februari 1980 las hij deze voor tijdens zijn homilie in de kathedraal. Hierop nam het State Department van de Verenigde Staten contact op met het Vaticaan, dat op haar beurt Romero om uitleg vroeg.
Vervolgens werd het radiostation van het aartsbisdom door een bom verwoest. Toch kon middels een geïmproviseerde radiozender zijn zondagspreek worden uitgezonden op 23 maart. Het zou zijn laatste zondagspreek zijn. Hierin richtte hij zich nu direct tot de manschappen: "Geen soldaat is verplicht te gehoorzamen aan een bevel dat tegengesteld is aan de wet van God. Niemand hoeft een immorele wet te gehoorzamen. Het wordt tijd dat jullie je geweten herontdekken en jullie geweten gehoorzamen in plaats van een zondig bevel." Dezelfde dag nog werd een samenvatting van de preek door de Amerikaanse ambassade in El Salvador per telegram naar het State Department gezonden, naar de veiligheidsdienst van het leger, de commandant van US Southern Command in Panama en naar de Amerikaanse ambassades van verschillende Latijns-Amerikaanse landen en naar die in Rome. De volgende dag was de dag van de moord.

## Vermoord
De sociaal bewogen aartsbisschop, die later door vooral progressieve en liberale katholieken bewonderd werd, werd een dag later, op 24 maart 1980, terwijl hij de mis opdroeg, na de preek door doodseskaders vermoord. Romero werd door bisschop Rivera y Damas (1923-1994), een voormalig medewerker en goede vriend van Oscar Romero, opgevolgd. Veel Salvadoranen houden de extreemrechtse doodseskaders van Roberto d'Aubuisson verantwoordelijk voor de moord, een visie die in 1993 werd gesteund door een rapport van de Verenigde Naties. De uitvoerder zou Oscar Perez Linares zijn, die in 1983 in opdracht van de Amerikaanse luitenant-kolonel Oliver North uit zijn functie zou zijn gezet en drie jaar later in opdracht werd vermoord in Guatemala. Voormalig luchtmachtofficier Álvaro Rafael Saravia, afgestudeerd aan de School of the Americas, zou naar eigen zeggen de opdracht tot de moord hebben gekregen van d'Aubuisson en samen met (een) ander(en) de schutter naar de kerk hebben vervoerd en hebben betaald. De Amerikaanse regering-Reagan claimde de daders niet te pakken te kunnen krijgen. De CIA beschikte echter over de gegevens. Men vreesde - door een aantal daders uit te schakelen - de hele oorlogsinspanning tegen de linkse opstandelingen op het spel te zetten. Later werd de verdachte van de moord dus alsnog uitgeschakeld.
Romero werd vele malen met de dood bedreigd en hij had zijn moordenaar al bij voorbaat vergeven. Hij riep het volk van El Salvador op het geloof nooit te verliezen, maar gehoor te geven aan de roeping een rechtvaardige samenleving op te bouwen: Als ze ons op een dag ons radiostation afnemen, onze krant sluiten en ons monddood maken; als ze al onze priesters vermoorden, ja, ook de bisschop, dan zal ieder van jullie een luidspreker moeten zijn voor God...

### Uitvaart
Bij zijn uitvaart was de pauselijke nuntius en - op een na - het Salvadoraanse bisschoppencollege afwezig uit vrees voor geweld. Deze vrees werd bewaarheid: een bloedbad volgde.

## Na zijn dood
Na zijn dood werden er nog jaren achtereen op zijn sterfdag overal in de wereld demonstraties en herdenkingsbijeenkomsten gehouden. In Nederland nam de katholieke vredesbeweging Pax Christi daartoe het initiatief. Na jaren werd het proces voor zijn zaligverklaring geopend. In 2008 waren er berichten dat het proces zou zijn stilgelegd, maar die zijn niet bevestigd. In 2011 werd er een internationale petitie gehouden die o.a. werd ondertekend door meer dan 65 hoogleraren, door Luiz Flavio Cappio - de bisschop van Braziliaanse Barra (do Rio Grande) - en door de Franse bisschop Jacques Gaillot. In deze internationale petitie werd ervoor gepleit om de zalig- en uiteindelijk ook heiligverklaring van de Salvadoraanse aartsbisschop te versnellen. Onder de ondertekenaars bevonden zich verder bekende bevrijdingstheologen als Tissa Balasuriya (Sri Lanka) en Leonardo Boff (Brazilië). Opmerkelijk was ook de steun van de jezuïet Jon Sobrino uit El Salvador. Hij was een van de medewerkers van de vermoorde aartsbisschop en overleefde een andere aanval van een moordcommando op zijn gemeenschap op 16 november 1989. Daarbij werden Sobrino’s medebroeders en huisgenoten vermoord.

### Zaligverklaring
In augustus 2014 maakte paus Franciscus bekend het proces tot zaligverklaring te willen bespoedigen. Ten slotte werd Romero op 23 mei 2015 zalig verklaard. Dit werd gevierd op de Plaza Salvador del Mundo bij het Monumento al Divino Salvador del Mundo.

### Heiligverklaring
Op 14 oktober 2018 is Romero door Paus Franciscus heilig verklaard op het Sint Pietersplein in Vaticaanstad.

### Tegenwerking
De postulator, degene die de zaak van een zalig-, resp. heiligverklaring voor de kerk opstelt en verdedigt, was Mgr. Rafael Urrutia. Deze verklaarde hierover dat "er tegenwerking was, ook in kerkelijke kringen". Naast het fysieke martelaarschap onderging Oscar Romero "de algehele stilte waarin de institutionele kerk hem onderdompelde". Volgens Urrutia was dit "zijn tweede dood". Hij citeerde hier Paus Franciscus in zijn toespraak tot de Salvadoraanse bisschoppen. Men wilde hem het liefst vergeten. Pas na zijn zaligverklaring veranderde dit.

## Obama
De Amerikaanse president Obama bracht op 22 maart 2011 bij zijn bezoek aan El Salvador, ook een bezoek aan het graf van de vermoorde aartsbisschop in de crypte van de basiliek van San Salvador. Obama hield een minuut stilte en zei aansluitend dat ”de bisschop van de armen”, die zich tegen de rechtse dictatuur verzette, tot op vandaag een bron van inspiratie blijft. Volgens de Salvadoraanse president Funes was dit bezoek een erkenning van Romero als de belangrijkste geestelijke leider van het land. De huidige aartsbisschop van San Salvador, José Luis Escobar Alas, sprak de hoop uit dat dit opmerkelijke bezoek bijdraagt tot de snelle zaligverklaring van Oscar Romero.

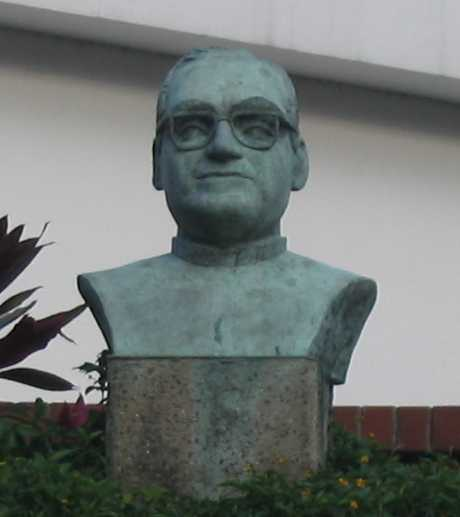
Borstbeeld van Romero die op 24 maart 1980 werd vermoord

## Trivia
- In juli 1998 werd er in Westminster Abbey (Londen) een standbeeld van Romero onthuld, als onderdeel van een monument voor martelaren van de twintigste eeuw. In de liturgische kalender van de Anglicaanse Kerk is zijn sterfdag 24 maart opgenomen als speciale gedenkdag voor Óscar Romero;
- De film Romero (1989) is gebaseerd op Romero's leven;
- Locatie Oscar Romero van het Tabor College te Hoorn is vernoemd naar Romero[14];
- In Dendermonde (Oost-Vlaanderen) is in het schooljaar 2016-2017 het Óscar Romerocollege van start gegaan. Ook voor deze middelbare school is bisschop Óscar Romero de inspiratie geweest.[15]
- In Rotterdam is basisschool Oscar Romeroschool vernoemd naar Romero.[16]
- Sinds 2010 heeft het Veteranencollege van de KU Leuven een Mgr. Oscar Romerozaal.[17]

## Film
- Romero, regisseur: John Duigan